# 超音速
超音速（ちょうおんそく、supersonic speed）とは、媒質中で移動する物体と媒質の相対速度が、その媒質における音速を超えること、およびその速度を指す。
音速との比であるマッハ数を使えば、マッハ数が1より大きいとも定義できる。ただし、速度単位としてのマッハは対気速度で気温や気圧によって変化する。便宜上、超音速機のカタログスペックにおいては、対地速度1225km/h（340.31m/s、15℃・1気圧）をマッハ1とすることが多いが、この場合は物理現象としての音速・超音速とは扱いが異なる。

## 概要

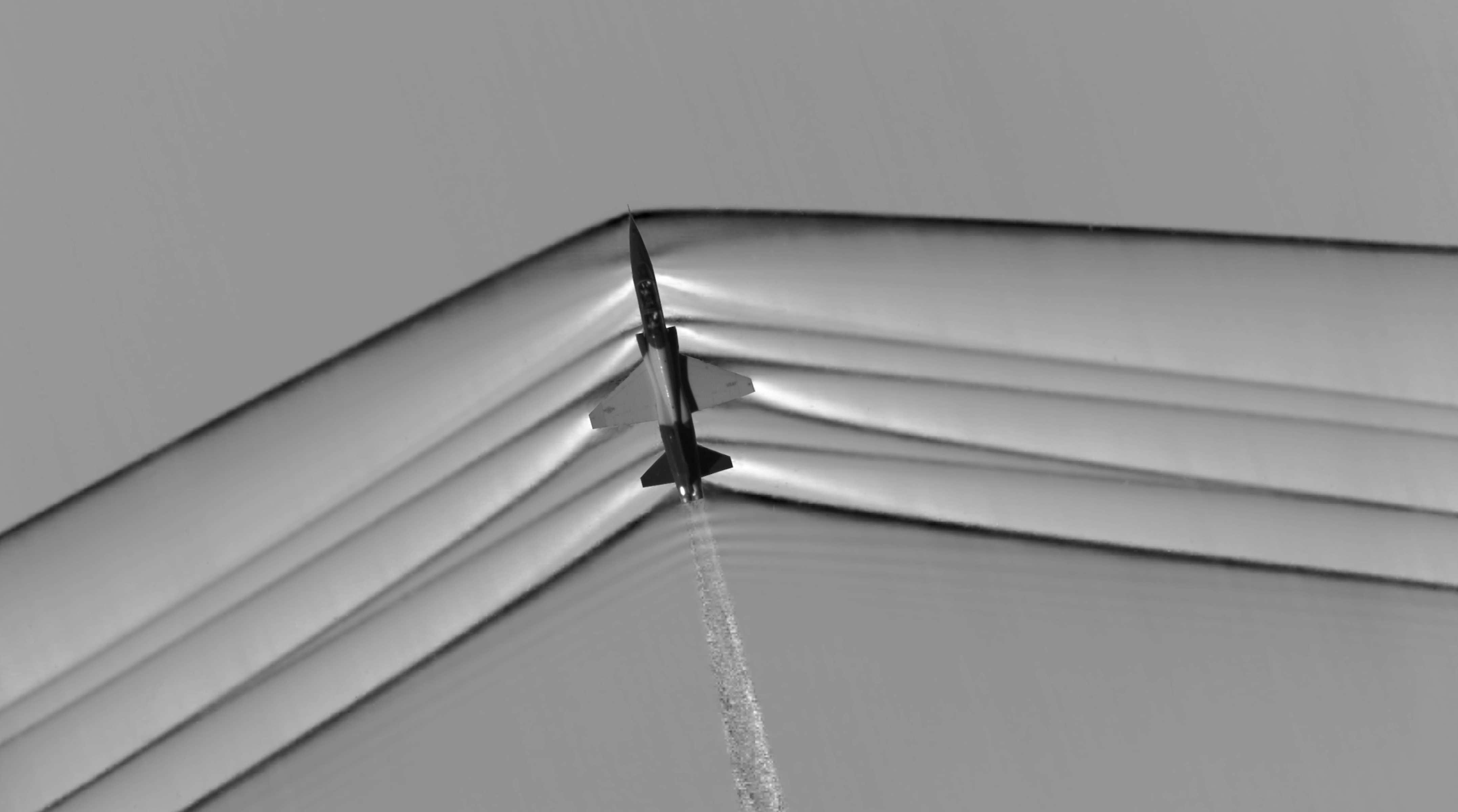
BOS法で可視化されたT-38Cの衝撃波

音速とは、媒質中を伝わる振動の最高速度であり、超音速ではこれを超えるため、物体先端部から広がる衝撃波などの特異な現象を伴う。
しかし、実際に移動している物体の周囲では、空気などの媒質は複雑な流れ(乱流)を持ち、物体表面と媒質の相対速度は確率分布を示す。これは、機体が超音速に達していなくても、機体の一部では超音速による衝撃波が発生し得ることを意味する。
そこで、航空機の設計・運用などでは、機体表面に超音速の気流が存在しない速度(亜音速)を超え、全ての気流が超音速となるまでの、亜音速の気流と超音速の気流が混在する領域を遷音速として別扱いしている。
航空機の衝撃波を観測するには太陽を光源とするシュリーレン法で撮影されているが、撮影できるのは太陽面通過時（2回）に限られていた。2015年にアメリカ航空宇宙局のアームストロング飛行研究センターによりフィルターを利用して複数回の撮影を可能とした『背景指向シュリーレン（BOS）法』が開発された。

### 分類
流れはマッハ数により以下のように分類され、その特徴が異なる。よって、下記全ての領域を通過するような大気圏再突入カプセルの場合、膨大なデータの取得が要求される。以下、航空宇宙工学の観点もふまえて簡単に解説する。
非圧縮性流れ
マッハ数0.3以下。流体の内部エネルギーが運動エネルギーに比べきわめて大きく、速度変化による温度変化を無視できる。工学的には低速風洞による試験がこの領域であり航空機の離着陸、パラシュート、自動車、風車、ビル風など多種多様な模型あるいは実機の流れが解析される。
亜音速サブソニック (subsonic speed)
マッハ数が0.3程度以上で、かつ流れ場のいたるところで1未満。定性的には非圧縮性流れと同様であるが、速度変化による温度変化は無視できない。なお、比熱比1.4の理想気体で考えた場合、密度の相対変化は5%以上となり、これを問題とする精密測定の場合は圧縮性流れとして解析する。
遷音速（せんおんそく）
トランソニック (transonic speed)
マッハ数1前後、通常0.8から1.3程度。ジェット旅客機の巡航速度（950-1100 km/h）。衝撃波の発生を伴い、音の壁と呼ばれる問題を生じる。高亜音速からマッハ数が上がるにつれ、M1以下でも機体の形状および飛行姿勢の変化などの要因により局所的に音速に達する部分が生じ、衝撃波による造波抵抗とバフェットなどが問題となる。このため、さまざまな遷音速翼型が考案されている。ジェット旅客機の開発競争においては、この領域に対し遷音速風洞やCFDを駆使して極めて精密な測定が行われている。その理由としては、巡航速度上限の拡大、あるいは空力性能の向上による燃費改善などが挙げられる。
超音速スーパーソニック (supersonic speed)
マッハ数1.3から5.0程度。多くのジェット戦闘機の最高速度。気流から機体への伝熱、すなわち空力加熱と呼ばれる現象が発生し始め、特にマッハ数3付近では熱の壁と呼ばれる問題が生じる。また、超音速機の翼など鋭利な形状からは斜め衝撃波とよばれる特徴的な強い衝撃波が発生するため、さまざまな機体形状や超音速翼型が考案されている。その飛行においてはソニックブームによる騒音が問題となるが、近年の航空技術の発展に伴い、日本では低騒音機体の研究が盛んである。
極超音速（ごくちょうおんそく）
ハイパーソニック (hypersonic speed)
マッハ数5.0以上。スペースシャトルの再突入時など。広義には超音速に含まれるが、極めて特殊な現象が生じるため、取り扱う理論も違ってくる。風洞実験においては，運動エネルギーが極めて大きくなるため極超音速流の静圧は極めて小さい（ただし実際のフライトでは静圧はただの大気圧であるから，静圧は高度に依存する）。さらに特筆すべき特徴として、(1) 衝撃波が物体表面に近づくことによって衝撃波層が生じること、(2) 物体先端部での断熱圧縮および物体表面における粘性によって極めて高温な空気となりその組成が変化すること、(3) 流れに平行な薄板であっても強い衝撃波が生じること、などが挙げられる。なお、空力加熱から機体を守るためには特殊な熱防護システムが必要となり、さまざまなタイプのものが考案され、研究が行われている。

## 利用
超音速により発生する衝撃波（圧力波）や、これが減衰したソニックブーム（衝撃音）が地上に到達すると、建造物のガラスが割れるなどの被害を与えるため、超音速機の運用には制約条件が多い。また、エンジンの効率が悪く、運用費が非常に高く付く。従って、現在運用されているものは、高い速度が要求される軍用機のみである。多くの航空機は、低コストで航続距離も長く環境への影響も少ない亜音速機である。
- ロケット飛行機 - 極超音速実験機X-15など。
- ジェット戦闘機 - 大部分が超音速飛行能力を備えており、短時間マッハ2程度で飛行できるものが多い。
- 超音速旅客機 - コンコルド（2003年11月25日まで）とTu-144（旅客便は100便ほど運行された）が運用されていた。現在は業務用超音速旅客機は残っていない。
- 極超音速兵器 - 各国で開発が行われている。

このほか、短時間・小規模な超音速物体は地上でも利用されている。
- ほとんどの現代軍用小火器の銃弾は超音速である。ライフル弾の初速はマッハ3といわれる。
- ウォータージェット加工機の中には、水をマッハ3で噴出させるものがある。

## 歴史
- 1947年10月14日 チャック・イェーガーが操縦するX-1がマッハ1.06（1,299 km/h）を記録し、最初の有人超音速飛行を達成
- 1961年8月21日 ダグラス DC-8がアメリカのエドワーズ空軍基地上空で行われた飛行テストにおいてマッハ1.021（1,261 km/h）を記録し、旅客機による最初の超音速飛行を達成
- 1967年10月3日 ウィリアム・J・ナイトが操縦するX-15A-2が、有人機の最高速度記録であるマッハ6.7（7,274 km/h）を記録
- 1997年10月15日 アンディ・グリーンが操縦するThrust SuperSonicCarがマッハ1.016（1,228 km/h）を記録し、最初の車による音速突破を達成
- 2004年11月14日 無人実験機X-43Aが、マッハ9.8（11,199.6 km/h）を記録
- 2010年4月22日 無人実験機HTV-2aがマッハ22（26,951km/h）を記録するも、その後行方不明となる
- 2012年10月14日 フェリックス・バウムガルトナーが高度約39,000mからの超音速フリーフォールを達成[15]

なお、1945年4月9日にハンス・ギド・ミュッケ（en）がメッサーシュミット Me262による急降下加速で音速到達を主張しているが、公式には認められていない。また、1947年10月1日や1948年4月26日に、ジョージ・ウェルチ（en）が操縦するXP-86が、急降下によって音速を突破した記録もあるが、いずれも水平飛行ではない。

### 音速の壁を破る
航空機が音速に近づくと、機首先端の空気は圧縮され高温となる。さらに音速に達すると高エネルギーの衝撃波が発生するが、逆に言えばこれを生み出すために大きな運動エネルギーを要求される。これは造波抵抗と呼ばれ、航空機の開発では、これを克服する技術的困難さも相まって、音の壁と呼ばれた。
1942年、英国の航空大臣は、音速の壁を破ることのできる世界で最初の航空機を開発する計画を、マイルス・エアクラフト社とともに極秘で開始した。結果として、この計画はマイルス M.52試作機を開発した。これは高度11キロメートル（36000フィート）において、1分30秒で時速1600キロメートル（時速1000マイル）に達するように設計された。
この航空機の設計には、現在の超音速航空機でもいまだ使われているような多くの革新的技術が導入された。最も重要な進化の一つが、超音速下でも操縦性を維持させる全浮動尾翼であった。これはマイルス・リサーチ社のデニス・バンクロフトと彼のプロジェクトチームによる独創案の産物であった。この計画は、有人による戦闘飛行が行われる前に科学研究所所長のベン・ロックスペーサー卿によって中止された。
後に政府命令によって、すべての設計データとマイルス M.52に関する調査結果はアメリカ合衆国のベルエアクラフトに送られた。お互いの管理者間での情報交換の合意はあったが、記録によると、アメリカ政府は英国のデータを受け取った後に取り扱いを封印したという。後のマイルス M.52に関する設計検証実験では、人が乗っていない3/10スケールの模型が1948年10月にマッハ1.5を達成したとされている。